# Oise (departement)
Oise (60) is een Frans departement, gelegen in de regio Hauts-de-France. Het ontleent zijn naam aan de rivier de Oise.

## Geschiedenis
Het departement was een van de 83 departementen die werden gecreëerd tijdens de Franse Revolutie, op 4 maart 1790 door uitvoering van de wet van 22 december 1789. Oise was een kroondomein van de Franse koning en deel van de provincie Île-de-France.
Tot de regio op 1 januari 2016 werd samengevoegd met Nord-Pas-de-Calais behoorde het departement Oise tot de regio Picardië.

## Geografie
Oise is omgeven door de departementen Somme, Aisne, Seine-et-Marne, Val-d'Oise, Eure en Seine-Maritime.
Oise bestaat uit de vier arrondissementen:
- Arrondissement Beauvais
- Arrondissement Clermont
- Arrondissement Compiègne
- Arrondissement Senlis

Oise heeft 21 kantons:
- Kantons van Oise

Oise heeft 693 gemeenten:
- Lijst van gemeenten in het departement Oise

## Demografie
De inwoners van Oise heten Isariens of Oisiens.

### Demografische evolutie sinds 1962
| Naam       | Index 1962 | Index 1968 | Index 1975 | Index 1982 | Index 1990 | Index 1999 | Index 2008 | Index 2019 |
| ---------- | ---------- | ---------- | ---------- | ---------- | ---------- | ---------- | ---------- | ---------- |
| Oise       | 100,0      | 112,4      | 126,0      | 137,5      | 150,8      | 159,2      | 166,2      | 172,2      |
| Frankrijk* | 100,0      | 107,1      | 113,3      | 117,0      | 121,9      | 126,0      | 133,8      | 140,1      |

| Naam       | Inw./Km² 1962 | Inw./km² 1968 | Inw./km² 1975 | Inw./km² 1982 | Inw./km² 1990 | Inw./km² 1999 | Inw./km² 2008 | Inw./km² 2019 |
| ---------- | ------------- | ------------- | ------------- | ------------- | ------------- | ------------- | ------------- | ------------- |
| Oise       | 82,1          | 92,3          | 103,5         | 112,9         | 123,8         | 130,8         | 136,5         | 141,5         |
| Frankrijk* | 84,2          | 90,1          | 95,4          | 98,5          | 102,7         | 106,1         | 112,7         | 119,7         |

Frankrijk* = exclusief overzeese gebieden
Bron: Recensement Populaire INSEE - 1962 tot 1999 population sans doubles comptes, nadien Population Municipale
Op 1 januari 2022 had Oise 830.725 inwoners.

### De 10 grootste gemeenten in het departement
| #  | Gemeente            | Aantal inwoners (2022) |
| -- | ------------------- | ---------------------- |
| 1  | Beauvais            | 55.906                 |
| 2  | Compiègne           | 40.808                 |
| 3  | Creil               | 36.494                 |
| 4  | Nogent-sur-Oise     | 21.859                 |
| 5  | Senlis              | 15.238                 |
| 6  | Crépy-en-Valois     | 14.243                 |
| 7  | Méru                | 14.091                 |
| 8  | Montataire          | 13.944                 |
| 9  | Noyon               | 12.810                 |
| 10 | Pont-Sainte-Maxence | 12.343                 |